# گمینا کوساکووو
گمینا کوساکووو (به لهستانی:  Gmina Kosakowo) یک گمینا در لهستان است که در شهرستان پوتسک، استان پومرانی واقع شده‌است. گمینا کوساکووو ۴۷٫۳۷ کیلومتر مربع مساحت و ۸٬۰۸۷ نفر جمعیت دارد.